# François de Labouchere
François  Henri Edmond Joseph André de Labouchere (Saint-Jean-le-Vieux, 18 settembre 1917 – Francia, 5 settembre 1942) è stato un militare e aviatore francese, particolarmente distintosi nel corso della seconda guerra mondiale, dove abbatté 4 aerei nemici, più uno probabile e danneggiò altri due aerei. Decorato con la Croce di Cavaliere della Legion d'onore, dell'Ordre de la Libération, della Croix de guerre 1939-1945 con quattro palme, della Médaille de la Résistance con rosetta e della Distinguished Flying Cross britannica.

## Biografia

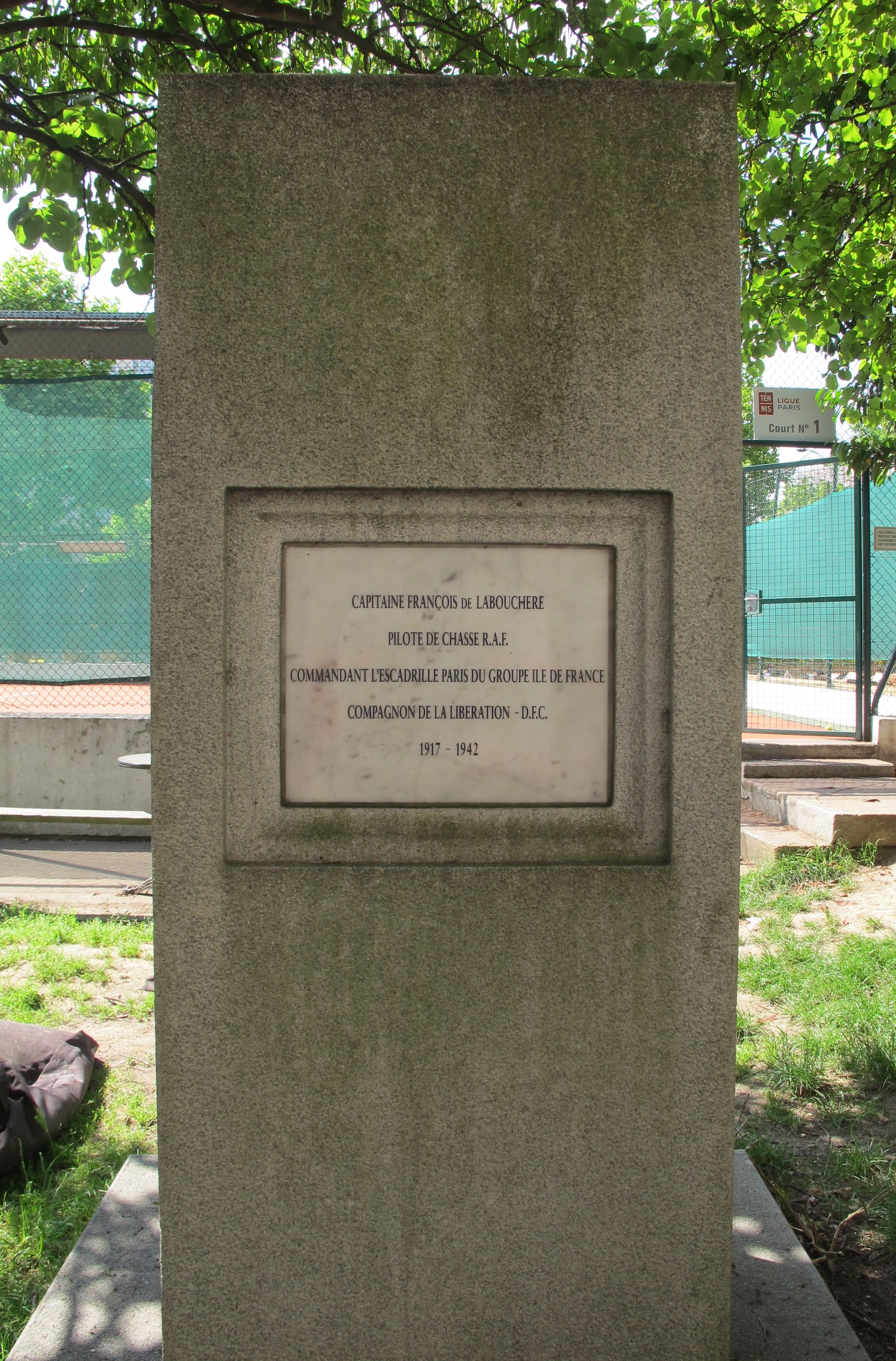
Stele e targa in omaggio a François de Labouchere, di fronte al n.90 di boulevard Flandrin.

Nacque il 18 settembre 1917 al castello d'Hauterive a Saint-Jean-le-Vieux, nell'Ain, figlio di Pierre un ufficiale di cavalleria, e di Edith Bonnefoy, all'interno di un'antica famiglia nobile di religione protestante. Appassionato di aviazione e molto sportivo, imparò a volare grazie all'aviazione popolare nel 1936 e acquistò rapidamente un piccolo aereo personale. Si preparò per l'École de l'Air di Parigi, al Lycée Janson de Sailly.
Non appena fu dichiarata la guerra con la Germania, il 3 settembre 1939, si arruolò volontariamente nell'Armée de l'air come allievo pilota presso la Scuola di volo di Istres. Durante l'addestramento presso la Scuola caccia n. 3 di Avord, al momento dell'armistizio, seguì la ritirata della sua unità verso i Pirenei e, con una quindicina di compagni, decise di raggiungere il Nord Africa, dove, secondo il loro parere, sarebbe continuata la guerra.
Nel momento in cui si imbarcava a Bayonne su una nave norvegese, la Talberg, diretta in Marocco, apprese della morte del padre, comandante del 6° Reggimento dragoni, caduto in combattimento il 5 giugno a Cavillon, a ovest di Amiens. Giunto a Casablanca, il piccolo gruppo di allievi piloti si rese conto che il Nord Africa francese (AFN) avrebbe seguito il governo di Vichy nell'applicare le clausole armistiziali, il 3 luglio 1940 si imbarcò nuovamente su una nave, il cacciasommergibili President Houduce e da  Casablanca, dopo uno scalo a Gibilterra, arrivò a Liverpool, in Inghilterra, il 13 dello stesso mese. 
Arrivato a Londra entrò a far parte delle nelle Forces aériennes françaises libres, e insieme ad altri dieci aviatori francesi si recò presso la base della RAF di St. Athan, nel Galles per una valutazione e il 29 luglio fu assegnato alla No. 1 School of Army Co-operation di Old Sarum. Seguì una settimana di volo a Odiham, dove volò per 15 ore sui De Havilland DH.89 Tiger Moth e sugli Hawker Hector. Fu poi assegnato al 5 OTU di Aston Down e, dopo essere passato agli Hawker Hurricane,  fu assegnato come Warrant Officer al No.85 Squadron RAF a Castle Camps il 13 settembre 1940. Qui, sotto il comando dello squadron leader Peter Townsend, prestò servizio con il suo compagno Émile François Fayolle. Fino al dicembre 1940 completò 6 missioni di guerra prima di essere trasferito insieme a Fayolle al No.249 Squadron RAF a Stapleford Tawney , dove si trovavano Philippe de Scitivaux e Bernard Dupérier.
Promosso sottotenente il 15 marzo 1941, il 18 dello stesso mese lui, Skalski, il capitano de Scitivaux  , per un'esercitazione di volo in formazione che si concluse con un disastro quando tutti e tre gli aerei entrarono in collisione. Skalski effettuò un atterraggio di fortuna con il suo Hurricane sull'aeroporto, privato dell'elica, de Scitivaux atterrò nelle vicinanze, ma de Labouchere fu costretto a lanciarsi con il paracadute dal suo Hurricane (Z2522). Pochi giorni dopo, insieme a Fayolle, fu trasferito al No.249 Squadron RAF, e il 23 giugno conseguì la sua prima vittoria in un combattimento aereo abbattendo un caccia Messerschmitt Bf 109. Nel luglio successivo, sacrificando il suo periodo di riposo, fu assegnato su sua richiesta al No.615 Squadron RAF, dove si trovavano René Mouchotte e Jean Maridor. In quello stesso mese elaborò un piano con alcuni commilitoni per volare con 3 aerei dotati di bombe fumogene tricolori, per rappresentare la bandiera francese, sugli Champs-Élysées l'11 novembre 1941: la richiesta seguì il suo corso favorevolmente a livello di comando militare ma fu infine proibita dal Primo ministro Winston Churchill per ragioni di sicurezza.
Per evitare di essere messo a riposo, nonostante la stanchezza, lui e alcuni compagni riuscirono a rimanere sul posto a Manston e furono assegnati, il 13 settembre 1941, al No.615 Squadron RAF, che venne a sostituire il No.242. Divenne quindi un istruttore, specializzato in attacchi antinave; fu promosso tenente il 24 settembre 1941, una settimana dopo aver abbattuto un secondo Bf 109 e averne danneggiati altri due, uno dei quali fu considerato distrutto. Vantò anche al suo attivo l'attacco a una ventina di imbarcazioni tedesche.
Nel novembre del 1941 si unì ai ranghi del Groupe de chasse 4/2 "Ile-de-France" (No.340 French Squadron) per l'addestramento in Scozia.
Alla fine di luglio 1942, fu uno dei primi militari della Francia Libera a ricevere la Distinguished Flying Cross. Fu promosso capitano il 1° agosto 1942 e assunse il comando della Escadrille "Versailles". Partecipò a tre missioni durante l'Operazione Jubilee su Dieppe il 19 agosto 1942. Durante il giorno, abbatté due i tedeschi Dornier Do 217 e ne danneggiò altri due, ma questo successo fu rovinato dalla morte di Fayolle durante l'operazione.
Aveva all'attivo 277 ore di volo in operazioni e 85 missioni offensive (escluse le missioni difensive), abbattuto 4 vittorie aeree e affondato 25 navi quando, il 5 settembre 1942, mentre tornava da un'operazione offensiva nella baia della Somme, scomparve in un combattimento aereo contro caccia Focke-Wulf Fw 190 dello Jagdgeschwader 26. Il suo caccia Supermarine Spitfire Mk.Vb (BL803 GW-L), impegnato nella missione Circus 214 su Rouen,  fu abbattuto, insieme al altri tre velivoli, da un Fw 190 arrivato contro sole e il caccia precipitò nella baia della Somme. Il suo corpo non fu mai ritrovato.

### Annotazioni
1. ↑  Gli altri Spitfire andati persi quel giorno erano pilotati dal sgt. L.B. Thibaud (BL854), dall'adj. V.J. Dubourgel (W3705) e dal sgt. R.A.J. Taconet (BM400).

### Fonti
1. 1 2 3 4 5 6 7 8 9 10 11 12 13  Ordre de la Liberation.
2. 1 2 3 4 5 6  Ciel de Gloire.
3. 1 2  Leonore.
4. 1 2 3 4 5 6 7 8 9 10  Airmen.
5. 1 2 3  Francecrashes39-45.